# Prima Divisione Friuli-Venezia Giulia 1950-1951
La Prima Divisione fu il massimo campionato regionale di calcio disputato in Friuli-Venezia Giulia nella stagione 1950-1951.

## Girone A

### Squadre partecipanti
| Squadra                              | Città (provincia)                    | Stagione precedente |
| ------------------------------------ | ------------------------------------ | ------------------- |
| A.S. Stabilimenti Industriali (ASSI) | Cordenons (UD)                       |                     |
| A.C. Amadio Cecchella                | Aviano (UD)                          |                     |
| Aquila C.A.R.                        | Trieste Aquilinia                    |                     |
| S.A.S. Casarsa                       | Casarsa della Delizia (UD)           |                     |
| S.S. Castionese                      | Castions di Zoppola (UD)             |                     |
| A.C. Cividalese                      | Cividale del Friuli (UD)             |                     |
| U.S. Codroipese                      | Codroipo (UD)                        |                     |
| U.S. Fagagnese                       | Fagagna (UD)                         |                     |
| A.S. Gemonese                        | Gemona del Friuli (UD)               |                     |
| A.S. Maniago                         | Maniago (UD)                         |                     |
| A.C. Martignacco                     | Martignacco (UD)                     |                     |
| A.S. Pagnacco                        | Pagnacco (UD)                        |                     |
| A.S. Pro Tolmezzo                    | Tolmezzo (UD)                        |                     |
| U.S. R. Cogolo                       | Zugliano di Pozzuolo del Friuli (UD) |                     |
| S.S. Sacilese                        | Sacile (UD)                          |                     |
| S.P.A.L. Cordovado                   | Cordovado (UD)                       |                     |
| U.S. Spilimbergo                     | Spilimbergo (UD)                     |                     |

### Classifica finale
|  | Pos. | Squadra     | Pt       | G  | V | N | P | GF | GS | DR |
|  | ---- | ----------- | -------- | -- | - | - | - | -- | -- | -- |
|  | 1.   | Sacilese    | ??       | 30 |   |   |   |    |    |    |
|  | 2.   | Sconosciuta | ??       | 30 |   |   |   |    |    |    |
|  | 3.   | Sconosciuta | ??       | 30 |   |   |   |    |    |    |
|  | 4.   | Sconosciuta | ??       | 30 |   |   |   |    |    |    |
|  | 5.   | Sconosciuta | ??       | 30 |   |   |   |    |    |    |
|  | 6.   | Sconosciuta | ??       | 30 |   |   |   |    |    |    |
|  | 7.   | Sconosciuta | ??       | 30 |   |   |   |    |    |    |
|  | 8.   | Sconosciuta | ??       | 30 |   |   |   |    |    |    |
|  | 9.   | Sconosciuta | ??       | 30 |   |   |   |    |    |    |
|  | 10.  | Sconosciuta | ??       | 30 |   |   |   |    |    |    |
|  | 11.  | Sconosciuta | ??       | 30 |   |   |   |    |    |    |
|  | 12.  | Sconosciuta | ??       | 30 |   |   |   |    |    |    |
|  | 13.  | Sconosciuta | ??       | 30 |   |   |   |    |    |    |
|  | 14.  | Sconosciuta | ??       | 30 |   |   |   |    |    |    |
|  | 15.  | Sconosciuta | ??       | 30 |   |   |   |    |    |    |
|  | 16.  | Sconosciuta | ??       | 30 |   |   |   |    |    |    |
|  | --   | Martignacco | Ritirato |    |   |   |   |    |    |    |

Legenda:
      Promosso in Promozione 1951-1952.
Regolamento:
Due punti a vittoria, uno a pareggio, zero a sconfitta.
Pari merito in caso di pari punti.
Spareggio per squadre a pari punti in zona promozione e retrocessione.

## Girone B

### Squadre partecipanti
| Squadra                                | Città (provincia)                  | Stagione precedente |
| -------------------------------------- | ---------------------------------- | ------------------- |
| D.A. Arsenale Triestino                | Trieste                            |                     |
| C.R.A. Cantieri Riuniti Dell'Adriatico | Trieste                            |                     |
| U.S. Caprivese                         | Capriva del Friuli (GO)            |                     |
| A.S. Cormonese                         | Cormons (GO)                       |                     |
| A.C. Esperia                           | Udine                              |                     |
| A.C. Isontina Libertas                 | Gorizia                            |                     |
| Isonzo Piedimonte                      | Piedimonte del Calvario di Gorizia |                     |
| S.S. Juventina                         | Sant'Andrea di Gorizia             |                     |
| Pol. Libertas                          | Muggia (TS)                        |                     |
| A.C. Manzano                           | Manzano (UD)                       |                     |
| A.S. Mossa                             | Mossa (GO)                         |                     |
| A.S. Ronchi                            | Ronchi dei Legionari (GO)          |                     |
| U.S. Sagrado                           | Sagrado (GO)                       |                     |
| A.S. San Gottardo                      | Udine                              |                     |
| A.S. San Lorenzo                       | San Lorenzo Isontino (GO)          |                     |
| U.S. Serenissima                       | Pradamano (UD)                     |                     |
| A.S. Terenziana A.MO.CO                | Staranzano (GO)                    |                     |

### Classifica finale
|  | Pos. | Squadra     | Pt | G  | V | N | P | GF | GS | DR |
|  | ---- | ----------- | -- | -- | - | - | - | -- | -- | -- |
|  | 1.   | Cormonese   | ?? | 32 |   |   |   |    |    |    |
|  | 2.   | Ronchi      | 44 | 32 |   |   |   |    |    |    |
|  | 3.   | Sconosciuta | ?? | 32 |   |   |   |    |    |    |
|  | 4.   | Sconosciuta | ?? | 32 |   |   |   |    |    |    |
|  | 5.   | Sconosciuta | ?? | 32 |   |   |   |    |    |    |
|  | 6.   | Sconosciuta | ?? | 32 |   |   |   |    |    |    |
|  | 7.   | Sconosciuta | ?? | 32 |   |   |   |    |    |    |
|  | 8.   | Sconosciuta | ?? | 32 |   |   |   |    |    |    |
|  | 9.   | Sconosciuta | ?? | 32 |   |   |   |    |    |    |
|  | 10.  | Sconosciuta | ?? | 32 |   |   |   |    |    |    |
|  | 11.  | Sconosciuta | ?? | 32 |   |   |   |    |    |    |
|  | 12.  | Sconosciuta | ?? | 32 |   |   |   |    |    |    |
|  | 13.  | Sconosciuta | ?? | 32 |   |   |   |    |    |    |
|  | 14.  | Sconosciuta | ?? | 32 |   |   |   |    |    |    |
|  | 15.  | Sconosciuta | ?? | 32 |   |   |   |    |    |    |
|  | 16.  | Sconosciuta | ?? | 32 |   |   |   |    |    |    |
|  | 17.  | Sconosciuta | ?? | 32 |   |   |   |    |    |    |

Legenda:
      Promosso in Promozione 1951-1952.
Regolamento:
Due punti a vittoria, uno a pareggio, zero a sconfitta.
Pari merito in caso di pari punti.
Spareggio per squadre a pari punti in zona promozione e retrocessione.

## Girone C

### Squadre partecipanti
| Squadra             | Città (provincia)             | Stagione precedente |
| ------------------- | ----------------------------- | ------------------- |
| A.S.C. A.C.E.G.A.T. | Trieste                       |                     |
| S.P. Aiello         | Aiello del Friuli (UD)        |                     |
| A.S. Aquileia       | Aquileia (UD)                 |                     |
| A.S. Edmondo Brian  | Precenicco (UD)               |                     |
| A.S. Fiumicello     | Fiumicello (UD)               |                     |
| U.S. Fossalon       | Fossalon di Grado (GO)        |                     |
| Ilva Trieste        | Trieste                       |                     |
| U.S. Isonzo Edera   | Turriaco (GO)                 |                     |
| U.S. Latisanese     | Latisana (UD)                 |                     |
| U.S. Muggesana      | Muggia (TS)                   |                     |
| A.S. Palmanova      | Palmanova (UD)                |                     |
| A.C. Pro Gonars     | Gonars (UD)                   |                     |
| A.S. Pro Romans     | Romans d'Isonzo (GO)          |                     |
| A.C. Risanese       | Risano di Pavia di Udine (UD) |                     |
| A.C. Ruda           | Ruda (UD)                     |                     |
| A.S. San Canciano   | San Canzian d'Isonzo (GO)     |                     |
| U.S. Sevegliano     | Sevegliano di Bagnaria Arsa   |                     |
| S.S. Villesse       | Villesse (GO)                 |                     |

### Classifica finale
|  | Pos. | Squadra     | Pt | G  | V | N | P | GF | GS | DR |
|  | ---- | ----------- | -- | -- | - | - | - | -- | -- | -- |
|  | 1.   | Pro Romans  | ?? | 34 |   |   |   |    |    |    |
|  | 2.   | Sconosciuta | ?? | 34 |   |   |   |    |    |    |
|  | 3.   | Sconosciuta | ?? | 34 |   |   |   |    |    |    |
|  | 4.   | Sconosciuta | ?? | 34 |   |   |   |    |    |    |
|  | 5.   | Sconosciuta | ?? | 34 |   |   |   |    |    |    |
|  | 6.   | Sconosciuta | ?? | 34 |   |   |   |    |    |    |
|  | 7.   | Sconosciuta | ?? | 34 |   |   |   |    |    |    |
|  | 8.   | Sconosciuta | ?? | 34 |   |   |   |    |    |    |
|  | 9.   | Sconosciuta | ?? | 34 |   |   |   |    |    |    |
|  | 10.  | Sconosciuta | ?? | 34 |   |   |   |    |    |    |
|  | 11.  | Sconosciuta | ?? | 34 |   |   |   |    |    |    |
|  | 12.  | Sconosciuta | ?? | 34 |   |   |   |    |    |    |
|  | 13.  | Sconosciuta | ?? | 34 |   |   |   |    |    |    |
|  | 14.  | Sconosciuta | ?? | 34 |   |   |   |    |    |    |
|  | 15.  | Sconosciuta | ?? | 34 |   |   |   |    |    |    |
|  | 16.  | Sconosciuta | ?? | 34 |   |   |   |    |    |    |
|  | 17.  | Sconosciuta | ?? | 34 |   |   |   |    |    |    |
|  | 18.  | Sconosciuta | ?? | 34 |   |   |   |    |    |    |

Legenda:
      Promosso in Promozione 1951-1952.
Regolamento:
Due punti a vittoria, uno a pareggio, zero a sconfitta.
Pari merito in caso di pari punti.
Spareggio per squadre a pari punti in zona promozione e retrocessione.

## Finali regionali
|           | Risultato   |            | Luogo e data                     |
| --------- | ----------- | ---------- | -------------------------------- |
| Sacilese  | 0 – 2 (dts) | Pro Romans | Udine, 1º luglio 1951            |
|           |             |            |                                  |
| Cormonese | 3 - 1 (dts) | Pro Romans | Gradisca d'Isonzo, 8 luglio 1951 |
|           |             |            |                                  |

- Cormonese campione regionale di Prima Divisione.